# 蒲城街道
蒲城街道，是中华人民共和国河南省平顶山市卫东区下辖的一个乡镇级行政单位。

## 行政区划
蒲城街道下辖以下地区：
任庄村、蒲城村、门楼张村、任寨村和辛南村。